# Seikai Suru Kado
Seikai Suru Kado (Nhật: 正解するカド cách điệu như KADO: The Right Answer) là một bộ anime CG truyền hình sản xuất bởi Toei Animation. Bộ phim bắt đầu được phát sóng từ tháng 4 năm 2017 và kết thúc vào tháng 6 năm 2017. Tập 00, với câu chuyện về Shindō và Hanamori trước khi lên máy bay, đã được phân phối độc quyền qua Amazon Prime Video tại Nhật Bản và Crunchyroll.

## Cốt truyện
Trong một chuyến bay trên đường dến nhận công việc mới, Kōjirō Shindō và đồng sự của anh, Shun Hanamori chứng kiến sự xuất hiện đột ngột của Kado, một khối lập phương dài 2 km, xuất hiện từ trên trời và rơi xuống bao phủ toàn bộ máy bay. Tất cả 252 người trên chuyến bay, bao gồm Shindō, Hanamori, và toàn bộ phi hành đoàn bị hút vào trong khối lập phương và gặp một thứ kì lạ. Đó được cho là một người đàn ông, tự giới thiệu là Yaha-kui zaShunina, và anh ta muốn "advance the world".

## Nhân vật

### Các nhân vật chính
Kōjirō Shindō (真道 幸路朗 Shindō Kōjirō)
Lồng tiếng bởi: Hiroaki Miura (tiếng Nhật), Ian Mead Moore (tiếng Anh)
Một nhà đàm phán tài giỏi làm việc cho Bộ Ngoại giao. Anh là người duy nhất bị sốc ý thức do là người bước ra khỏi máy bay, vào Kado sớm nhất và vì thế, thông tin về nhân loại đã không được Kado xử lí hết, tạo ra sự bất đồng lớn về nhận thức. Sau khi gặp Yaha-kui zaShunina, ông đã từ chức vị trí hiện tại của mình và trở thành nhà đàm phán cho dị hướng. Ông coi Yaha-kui zaShunina như một con người bình thường và sẵn sàng đón nhận mọi thiết bị mà zaShunina đem đến cho laòi người, nhưng sau đó lại bị thuyết phục khác đi bởi Saraka.
Yaha-kui zaShunina (ヤハクィザシュニナ)
Lồng tiếng bởi: Takuma Terashima (tiếng Nhật), Jason Liebrecht (tiếng Anh)
Một "dị hướng thể" đến từ một chiều không-thời gian riêng biệt được gọi là "dị hướng" có ý định đẩy nhanh quá trình tiến hóa của nhân loại. Anh chọn Nhật Bản vì người Nhật có "cảm giác" mạnh mẽ hơn các nước khác. Anh đã dần dần giới thiệu bốn thiết bị cho nhân loại: Kado (một khối lập phương với khả năng tính toán mạnh mẽ), Wam (cặp quả cầu có chứa năng lượng vô hạn), Sansa (một bộ não cắt ngang kích hoạt giác quan dị hướng khi nhìn vào), và Nanomis -hein (một quả cầu bị phân mảnh có thể làm thay đổi khối lượng, quán tính và lực hấp dẫn). Trong khi ban đầu, anh không được coi như một mối đe dọa, zaShunina sau đó đã bộc lộ bản chất mạnh mẽ của mình và mục tiêu đưa con người vào trong dị hướng.
Saraka Tsukai (徭 沙羅花 Tsukai Saraka)
Lồng tiếng bởi: M.A.O (tiếng Nhật), Mikaela Krantz (tiếng Anh)
Một nhà đàm phán quốc tế của Bộ đại diện cho phái đoàn chính phủ Nhật Bản. Mặc dù không thể chống lại bản thân dị hướng, cô không tán thành các thiết bị của Yaha-kui zaShunina do lo ngại ảnh hưởng đến "humanity's dignity" ("phẩm giá con người"?) và thuyết phục Shindō xem xét lại mục đích của Yaha-kui zaShunina. Cô sau đó được tiết lộ bản thân là một dị hướng thể và là người quản lí vũ trụ mà nhân loại cư trú bên trong.

### Chính phủ Nhật Bản
Shun Hanamori (花森 瞬 Hanamori Shun)
Lồng tiếng bởi: Sōma Saitō (tiếng Nhật), Kyle Igneczi (tiếng Anh)
Là đồng nghiệp của Shindo. Anh đã trở thành đàm phán viên của chính phủ Nhật Bản với dị hướng sau khi Shindo từ chối đề nghị và giao nó cho anh.
Kōzō Inuzuka (犬束 構造 Inuzuka Kōzō)
Lồng tiếng bởi: Hiroshi Naka (tiếng Nhật), Mark Stoddard (tiếng Anh)
Thủ tướng Nhật Bản.
Shūhei Asano (浅野 修平 Asano Shūhei)
Lồng tiếng bởi: Kenji Akabane (tiếng Nhật), Clay Wheeler (tiếng Anh)
Trợ lý Ủy ban An toàn Công cộng Quốc gia. Anh học chung đại học với Shindo.
Ritsu Natsume (夏目 律 Natsume Ritsu)
Lồng tiếng bởi: Shizuka Itō (tiếng Nhật), Kristy Sims (tiếng Anh)
Ban thư ký nội các của Cơ quan An ninh Quốc gia. Cohọcc chung đại học với Shindo và Yoga. Cô có tình cảm với Shindo, nhưng nhận ra rằng cô "Không đủ khả năng để xử lý anh ta" vì vậy, cô không bước tới với tình cảm này.

### Hội đồng khoa học Nhật Bản
Kanata Shinawa (品輪 彼方 Shinawa Kanata)
Lồng tiếng bởi: Rie Kugimiya (tiếng Nhật), Tabitha Ray (tiếng Anh)
Một nhà nghiên cứu thiên tài và là người được giao nhiệm vụ chính trong việc nghiên cứu dị hướng. Cô là một trong số ít người có khả năng tự tạo ra Wam, do cái tính trẻ con của mình.

### Nhân vật khác
Takumi Gonno (言野 匠 Gonno Takumi)
Lồng tiếng bởi: Takuya Kirimoto (tiếng Nhật), Christopher Bevins (tiếng Anh)
Một phóng viên từ NNK, cực kìa quan tâm đến dị hướng. Sau khi các bản tin của anh đạt hàng tỷ lượt xem, anh được tuyển dụng bởi giám đốc điều hành của SETTEN, Adam Ward.
Adam Ward (アダム・ワード Adamu Wādo)
Lồng tiếng bởi: Jin Horikawa (tiếng Nhật), John Burgmeier (tiếng Anh)
CEO của hệ thống internet lớn nhất hành tinh, SETTEN, có hứng thú đặc biệt với Kado cá nhân thuê Gonno để tường thuật trực tiếp bên trong Kado.
Yukika Shindō (真道 ユキカ Shindō Yukika)
Lồng tiếng bởi: Yu Serizawa (tiếng Nhật), Jill Harris (tiếng Anh)
Yukika là con của Shindō và Saraka, xuất hiện khi 16 tuổi. Bằng cách sử dụng Nanomis-hein, họ đã chuyển thời gian tương đối đến 16 năm sau và trong thời gian đó, Hanamori đã nuôi Yukika. Yukika được cho là "con át chủ bài của Shindō và Saraka" để chống lại zaShunina bởi vì cô được sinh ra bởi một con người và một dị hướng thể.

## Truyền thông

### Anime
Trong phần trình bày của họ tại kết quả tài chính quý II năm 2016, Toei Animation xác nhận rằng họ đang sản xuất một dự án phim hoạt hình gốc có tiêu đề Seikai Suru Kado. Trang web chính thức cho anime này bắt đầu hoạt động vào cuối tháng 8. Mado Nozaki là người viết câu truyện, với Kazuya Murata đạo diễn cho bộ anime, và Ako Arisaka chịu trách nhiệm thiết kế các nhận vật gốc. Kōichi Noguchi là người sản xuất bộ phim. Bắt đầu được trình chiếu vào tháng 4 năm 2017 trên Tokyo MX, MBS, BS Fuji, và AT-X với stream trực tuếyynn thông qua Amazon Prime Video kết thúc vào 30 tháng 6 năm 2017. M.A.O thực hiện bài hát mở đầu "Tabishi" (旅詩 lit. "Travel Poem") dưới tên nhân vật Saraka Tsukai, và HARUCA thể hiên bài hát kết thúc, "Eien no Kotae" (永遠のこたえ lit. "Eternity's Answer"). Takaya Kamikawa kể lại câu chuỵen vào đầu mỗi tập phim. Crunchyroll giữ bản quyền phát trực tiếp. Funimation giữ bản quyền phát hành cho vùng Bắc Mỹ.

#### Danh sách tập
| No.                  | Tên                             | Ngày phát sóng      |
| -------------------- | ------------------------------- | ------------------- |
| 0                    | (ニノヴォ)                      | 6 tháng 4 năm 2017  |
| 1                    | (ヤハクィザシュニナ)            | 7 tháng 4 năm 2017  |
| 2                    | (ノヴォ)                        | 14 tháng 4 năm 2017 |
| 3                    | "Wamu" (ワム)                   | 21 tháng 4 năm 2017 |
| 4                    | (ロトワ)                        | 28 tháng 4 năm 2017 |
| 5                    | (ナノカ)                        | 5 tháng 5 năm 2017  |
| 6                    | "Tetoroku" (テトロク)           | 12 tháng 5 năm 2017 |
| 6.5                  | "Ekuwari" (エクワリ)            | 19 tháng 5 năm 2017 |
| Tóm lược các tập 1-6 |                                 |                     |
| 7                    | (サンサ)                        | 26 tháng 5 năm 2017 |
| 8                    | "Taruneru" (タルネル)           | 2 tháng 6 năm 2017  |
| 9                    | "Nanomisuhain" (ナノミスハイン) | 9 tháng 6 năm 2017  |
| 10                   | (トワノサキワ')                 | 16 tháng 6 năm 2017 |
| 11                   | (ワノラル)                      | 32 tháng 6 năm 2017 |
| 12                   | (ユキカ)                        | 30 tháng 6 năm 2017 |

### Manga
Một manga chuyển thể được ra mắt vào 22 tháng 3 năm 2017 trên Kodansha's Morning Two magazine. Mutsumi Okuhashi minh họa cho tập manga trong khi Mado Nozaki đã được credit cho tác phẩm gốc.
Một manga mang tên Seikai Suru Kado: Aoi Haru to Railgun (正解するカド 青い春とレールガン lit. Kado - The Right Answer: Blue Spring and Railgun) (正解するカド 青い春とレールガン lit. Kado - The Right Answer: Blue Spring and Railgun) đã được đưa lên trang web North Star Pictures' Web Comic Zenyon website vào 29 tháng 4 năm 2017. Kōki Ochiai là tác giả. Câu chuyện lấy bối cảnh từ tập 5 với cuộc sống bị thay đổi triệt để của một nhóm học sinh cao trung sau sự xuất hiện của Kado và nguổn năng lượng vô hạn, Wam.